# Holguera
Holguera es un municipio y localidad española de la provincia de Cáceres, en la comunidad autónoma de Extremadura. Cuenta con una población de 593 habitantes (INE 2024).

## Geografía
El término municipal se encuentra en la provincia española de Cáceres, perteneciente a la comunidad autónoma de Extremadura. El municipio, que se extiende por una superficie de 37,19 km², limita con los términos municipales de Riolobos, al norte; Torrejoncillo, al oeste; Cañaveral, al sur; y Mirabel, al este.

## Vías de comunicación
| Carretera                          | Lugar de entrada al pueblo | Lugares a los que va                                                    |
| ---------------------------------- | -------------------------- | ----------------------------------------------------------------------- |
| CC-5.4 Calle de Francisco Pizarro  | Sur de la localidad        | Lleva a Grimaldo.                                                       |
| CC-29.2 Calle Real                 | Este de la localidad       | Lleva a Riolobos.                                                       |
| CC-29.2 Carretera de Torrejoncillo | Oeste de la localidad      | Lleva a Torrejoncillo, con salida secundaria a Valdencín.               |
| Carretera del Batán                | Norte de la localidad      | Lleva a la EX-108, desde donde se puede ir a Alagón del Río y al Batán. |

## Historia

### Prehistoria
Los primeros habitantes que poblaron este amplio territorio municipal de Holguera, fueron cazadores recolectores, hallándose algunos útiles pertenecientes al período achelense, de la etapa neolítica. También se han constado por hallazgos esporádicos, hachas pulimentadas de fibrolita. En 1970, se excavaron por sus descubridores tumbas de tipo tumular, realizadas con grandes losas de pizarra en forma cuadrangular, y con tapas del mismo material, de considerables dimensiones. En su interior se hallaron restos humanos, hachas de  pedernal, fragmentos de cuchillos de sílex (con cortes muy perfectos), puntas de flecha, etc. Sus descubridores pusieron en conocimiento de las autoridades pertinentes el hallazgo, pero nunca se realizó ningún estudio en profundidad. El tiempo fue pasando, exponiendo en diversos foros, la importancia del entorno arqueológico. Hoy todas aquellas tumbas fueron expoliadas y los diversos materiales hallados se desconoce dónde se encuentran.

### Época romana
Necrópolis en el sitio "Juego de Pelota", de época romana.

### Historia contemporánea
A la caída del Antiguo Régimen la localidad se constituyó en municipio constitucional en la región de Extremadura, partido Judicial de Coria  que en el censo de 1842 contaba con 80 hogares y 438 vecinos.
A principios del siglo XIX, creció el término del municipio porque en el año 1839 incorporó Grimaldo, localidad que en el primer tercio del siglo XX se independizó, si bien pasó a formar parte del término municipal de Cañaveral en la segunda mitad del siglo XX.

## Demografía
Holguera cuenta con una población de 593 habitantes (INE 2024).
| Gráfica de evolución demográfica de Holguera entre 1842 y 2021 |
| |
| Población de derecho según los censos de población del INE Población de hecho según los censos de población del INEEntre el censo de 1842 y el anterior, crece el término del municipio porque en el año 1839 incorpora a Grimaldo. Entre el censo de 1930 y el anterior, disminuye el término del municipio porque independiza a Grimaldo. Entre el censo de 1970 y el anterior, crece el término del municipio porque incorpora a Grimaldo. |

## Edificios religiosos

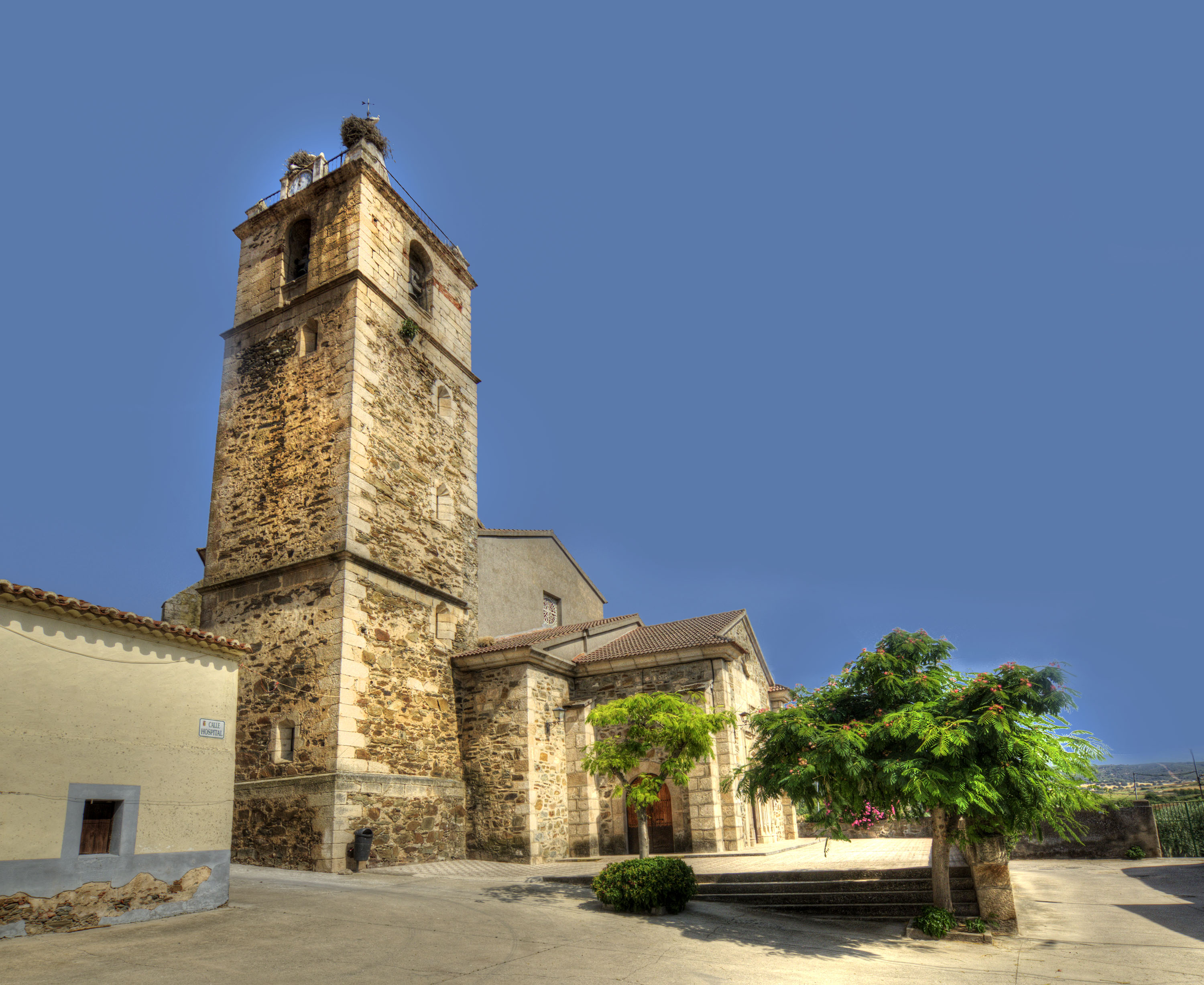
Iglesia de Santa María Magdalena

Holguera tiene los siguientes edificios religiosos:
- Iglesia de Santa María Magdalena, en el pueblo. Es la iglesia parroquial de la localidad.
- Ermita de San Marcos, al sur del pueblo. El 25 de abril se saca de esta ermita la imagen de San Marcos en procesión.
- Ermita de San Isidro. Es la sede de la romería del tercer domingo de mayo.